# Czesław Młot-Fijałkowski
Czesław Młot-Fijałkowski (Okalewo, 14 aprile 1892 – Murnau am Staffelsee, 17 aprile 1944) è stato un generale polacco, già distintosi come ufficiale nel corso della prima guerra mondiale, in quello della guerra polacco-ucraina e poi nella guerra sovietico-polacca.  Durante il colpo di stato del maggio 1926 si schierò dalla parte dei golpisti del maresciallo Józef Piłsudski. Nel 1939 fu nominato comandante del Gruppo operativo indipendente "Narew" che diresse al 1 al 12 settembre. Insignito della Croce d'argento dell'Ordine Virtuti militari.

## Biografia

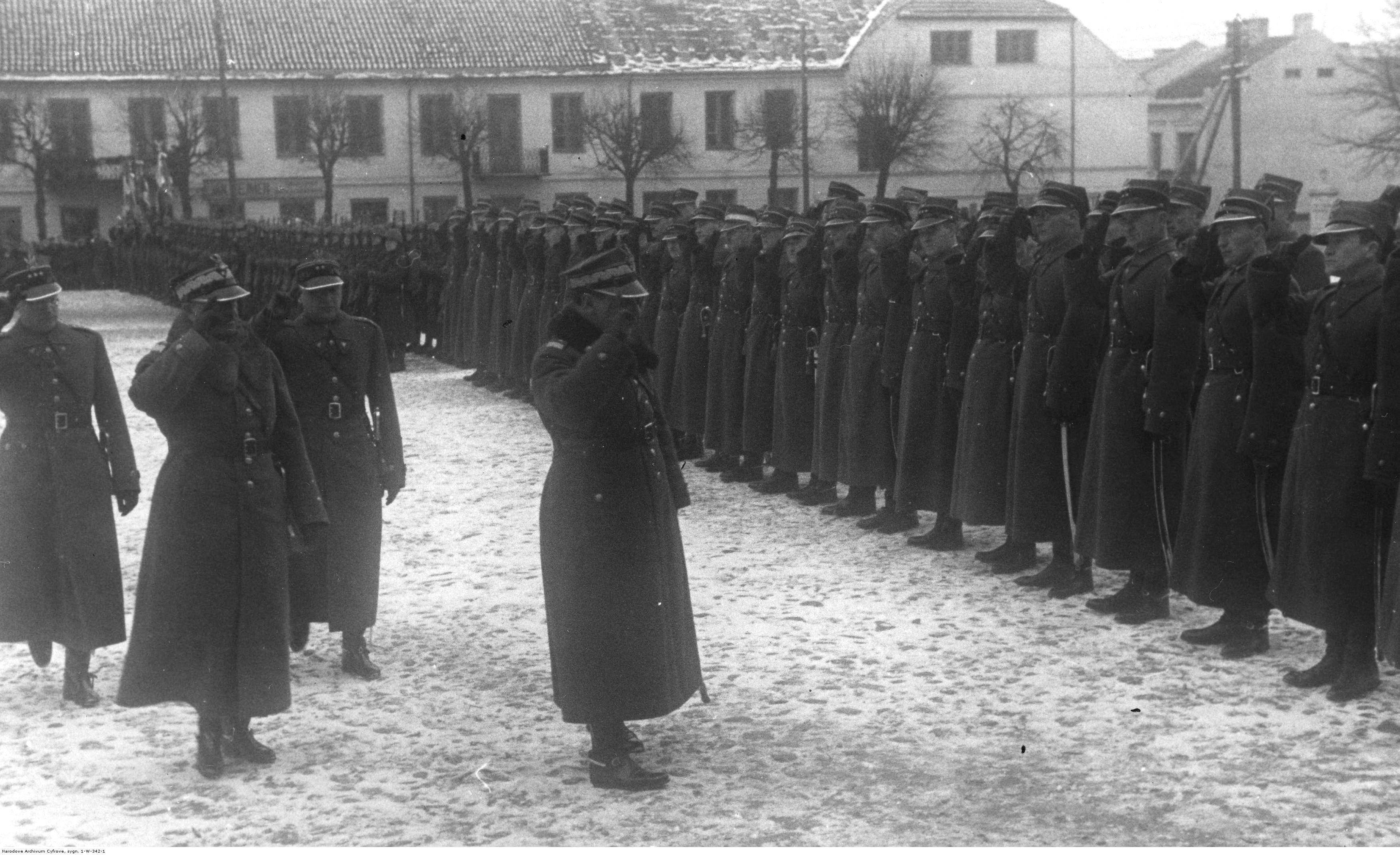
Giubileo del 10º anniversario del comando della 18ª Divisione di Fanteria. Il generale Czesław Młot-Fijałkowski passa in rassegna il picchetto d'onore.

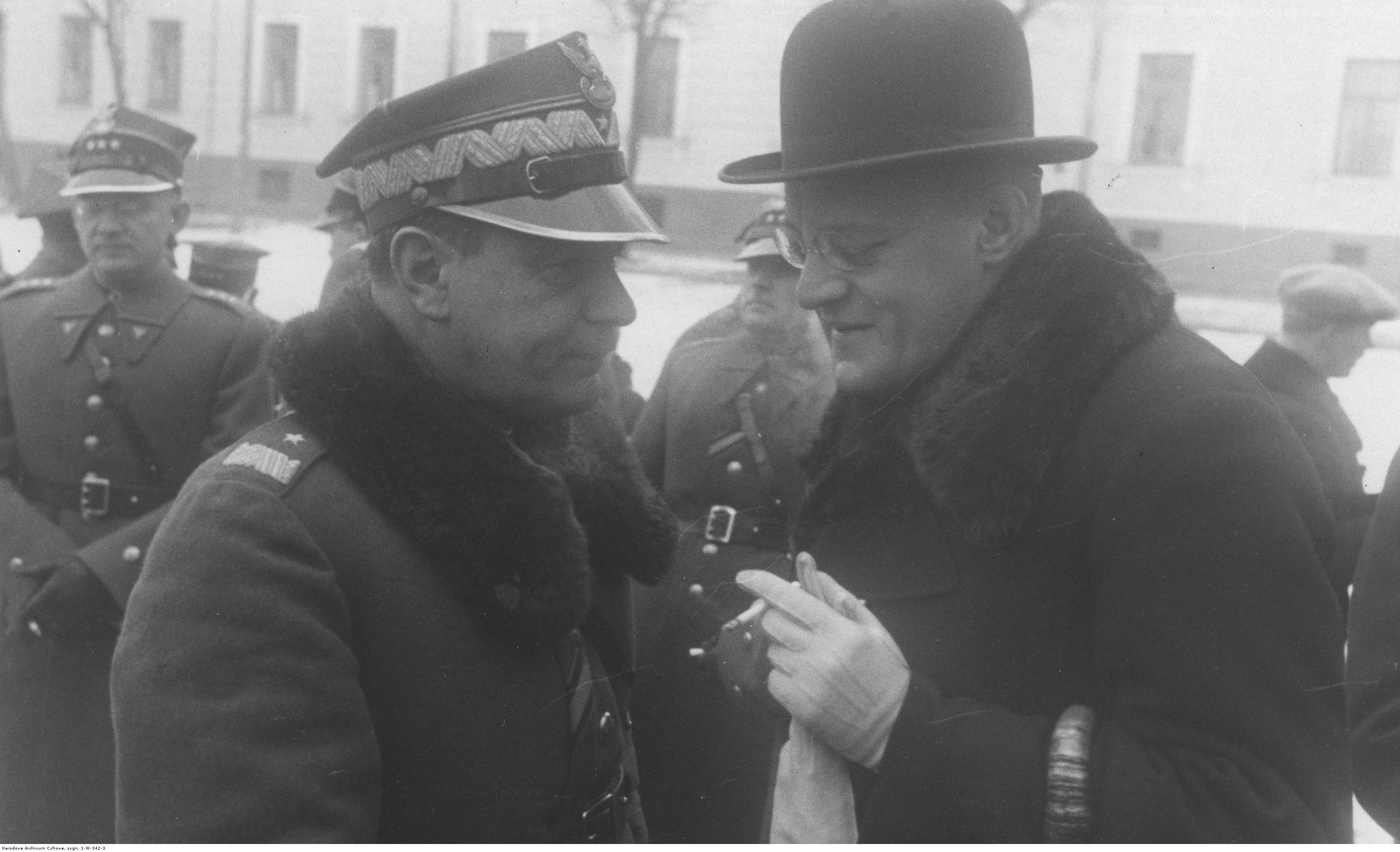
Giubileo del 10º anniversario del comando della 18ª Divisione di Fanteria. Il generale Czesław Młot-Fijałkowski accetta le congratulazioni del voivoda di Białystok, Henryk Ostaszewski; 4 marzo 1939.

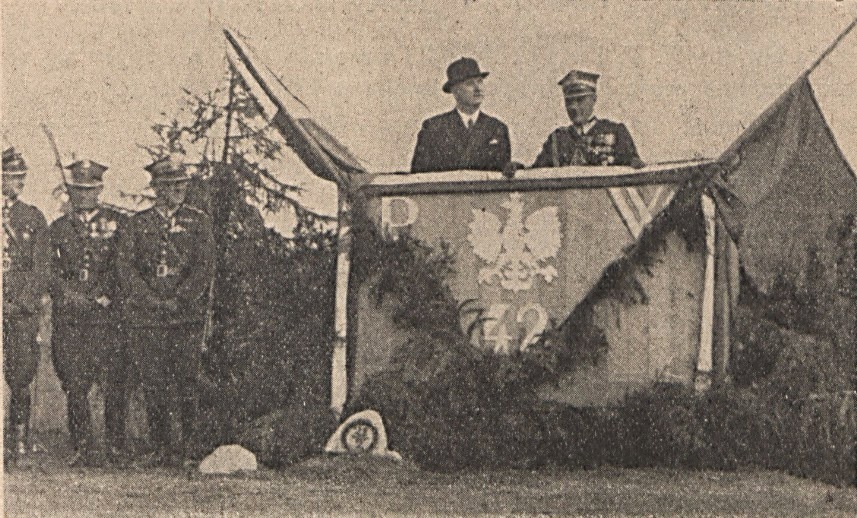
Il generale Czesław Młot-Fijałkowski durante una cerimonia il 26 settembre 1937.

Nacque a Okalewo il 14 aprile 1892, figlio di Adolf e Waleria Ostrowska. Negli anni 1904–1912 frequentò la scuola privata cittadina di Skierniewice, dove conseguì il diploma liceale. Nel 1909 si unì ad un gruppo scout segreto. Dal 1912 al 1914 studiò presso la Facoltà di scienze naturali dell'università di Liegi, in Belgio. Durante gli studi è stato attivo nell'organizzazione indipendentista Polskie Drużyny Strzeleckie. Nel 1913, diplomatosi alla scuola per sottufficiali, divenne istruttore e poi comandante di compagnia e comandante del 5º Distretto PDS a Liegi. Rientrato in patria frequentò la scuola per cadetti ufficiali a Nowy Sącz.
Con lo scoppio della prima guerra mondiale, all'agosto 1914 al luglio 1917 prestò servizio nelle legione polacca. Ricoprì l'incarico di comandante di plotone, compagnia e battaglione nel 1° e 5° Reggimento fanteria.
Nell'ottobre 1914 fu nominato sottotenente, nel giugno 1915 fu promosso tenente, nel luglio 1916 fu ferito durante i combattimenti vicino a Kostiuchnówka, e nel novembre di quell'anno capitano. Il 24 settembre 1916 il plotone da lui comandato combatté una battaglia vittoriosa contro i russi vicino a Czarków. Dopo la crisi del giuramento fu internato a Beniaminów. Il 1 maggio 1918 si arruolò nelle forze armate polacche, venendo nominato comandante di compagnia del 1° Reggimento fanteria (1 Pułku Piechoty) a Ostrów Mazowiecka. Prese parte alla difesa della Slesia di Cieszyn contro l'invasione cecoslovacca e in seguito alla guerra polacco-ucraina.
Nel febbraio 1919 il 1 Pułku Piechoty fu rinominato 7 Pułk Piechoty Legionów, e fino all'ottobre 1919 comandò il 3° Battaglione di questo reggimento. Dal 25 ottobre 1919 al 1 luglio 1920 comandò il battaglione di riserva del 42 Pułk Piechoty a Białystok, e da luglio a ottobre 1920 fu ispettore distrettuale della fanteria presso il comando distrettuale generale di Poznań. Il 9 ottobre 1920, con il grado di colonnello, assunse l'incarico di comandante del 13 Pułk Piechoty di stanza a Pułtusk (incarico ricoperto dal marzo 1921 al 16 settembre 1926). Dal 1 novembre 1921 al 3 marzo 1922 completò il corso per comandanti di fanteria e di divisione di fanteria presso il Centro sperimentale di addestramento della fanteria a Rembertów (1921-1922). Durante il colpo di Stato del maggio 1926] si schierò dalla parte dei golpisti del maresciallo Józef Piłsudski. Dal settembre 1926 al febbraio 1928 fu comandante di divisione (pedek) della 26ª Divisione fanteria a Skierniewice. Dal 28 febbraio comandò la fanteria della 7ª Divisione fanteria Częstochowa. Il 28 gennaio 1929 fu nominato comandante della 18ª Divisione fanteria a Łomża. Assunse la carica di comandante della divisione il 14 febbraio 1929 e prestò servizio fino al 20 luglio 1939.
Il 24 dicembre 1929 il presidente della Repubblica di Polonia, Ignacy Mościcki, lo promosse generale di brigata con anzianità dal 1° gennaio 1930.
Il 16 luglio 1930 il voivoda di Białystok gli permise di cambiare il suo cognome "Fijałkowski" nel cognome "Młot-Fijałkowski".
Nel novembre 1930 completò un corso per comandanti militari senior a Parigi e, dopo essere tornato in Polonia, completò un corso presso il Centro di Studi Militari Superiori a Varsavia.
Il colonnello Stefan Rowecki (in seguito generale e comandante dell'Esercito nazionale, nome in codice Grot), nominato nel maggio 1939 per valutare i comandanti anziani dell'esercito polacco, scrisse di lui: Un comandante di linea con un bellissimo passato di combattimento. Tipo di comandante, ma massimo fino al livello di comandante di divisione di fanteria. Attualmente annoiato (ha comandato la divisione per oltre 10 anni), sarebbe bravo in guerra. Non adatto a livelli superiori. Beve, non lavora su se stesso, i suoi orizzonti sono limitati.
Il 23 marzo 1939 l'ispettore generale delle forze armate, maresciallo di Polonia Edward Śmigły-Rydz, lo nominò comandante del Gruppo operativo indipendente "Narew", un'unità delle dimensioni di un corpo d'armata che avrebbe dovuto difendere il confine polacco tra il fiume Narew e il confine con la Lituania, lungo la linea del fiume Biebrza. 
Durante la campagna di Polonia del settembre 1939, con due brigate di cavalleria ("Podlasie" e "Suwałki") e due divisioni di fanteria (11ª e 33ª) sotto il suo comando, ordinò alle sue unità di effettuare ricognizioni nel territorio nemico. Così la sua unità divenne l'unico distaccamento polacco ad attraversare il confine con la Germania durante la guerra. Tuttavia, l'Armata Modlin di stanza a ovest delle sue truppe fu costretta a ritirarsi costantemente verso sud e il 7 settembre 1939 la sua unità ricevette lo stesso ordine. A quel tempo il XIX. Armeekerps al comando di Heinz Guderian riuscì a sconfiggere la 18ª Divisione fanteria polacca e ad aggirarla, tanto che il suo gruppo operativo dovette sfondare le linee nemiche con perdite significative da entrambe le parti. Di fatto, solo le brigate di cavalleria sopravvissero e dal 12 settembre in poi furono poste al comando del generale Zygmunt Podhorski, mentre egli divenne un membro del suo stato maggiore. Insieme all'unità improvvisata di Podhorski raggiunse Białowieża il 20 settembre, dove si stava formando il nuovo gruppo di cavalleria "Zaza".> Immediatamente iniziò una rapida marcia verso sud per unirsi ad altre unità polacche che combattevano nell'area di Lublino e Tomaszów Lubelski. Il 29 settembre raggiunse finalmente l'area del fiume Wieprz, dove divenne parte del Gruppo operativo indipendente " Polesie" del generale Franciszek Kleeberg. Con quell'unità prese parte alla battaglia di Kock, l'ultimo grande combattimento della campagna di Polonia. Il 5 ottobre 1939 fu catturato dai tedeschi.
Come prigioniero di guerra soggiornò presso gli Oflag IV A Hohnstein, IV B Königstein, VIII E Johannisbrunn e VII A Murnau am Staffelsee. In quest'ultimo campo morì di infarto il 17 aprile 1944, venendo sepolto nel locale cimitero.

### Annotazioni
1. ↑  In quel periodo di comando di un battaglione del 5° reggimento si guadagnò il soprannome di Młot (martello in polacco), che in seguito divenne parte del suo cognome.
2. ↑  Il tratto di confine era lungo 200 km e largo 70, e per difenderlo aveva a disposizione 50.000 soldati, 138 cannoni, 18 cannoni antiaerei, e 24 aerei.

### Fonti
1. ↑  Generals.
2. 1 2 3  1939.
3. 1 2 3  Saczopedia.
4. 1 2 3 4 5 6 7 8 9 10  Traces of War.
5. 1 2  Historialomzy.
6. 1 2 3 4 5 6 7 8 9 10 11 12 13 14 15 16 17 18 19 20 21 22  Dzieje.
7. ↑  Mierzwiński 1990, p. 179.
8. ↑  Mierzwiński 1990, p. 180.
9. ↑  Antoni Czubiński, Przewrót majowy 1926 roku, Warszawa 1989, p. 182.
10. ↑  Dziennik Pers. MSWojsk. Nr 5 z 20.02.1930 r.
11. ↑  Dziennik Pers. MSWojsk. Nr 14 z 20.09.1930 r.
12. ↑  Zaloga 2003, p. 35.
13. ↑  Majchrowski 1970, p. 150.